# 갈리아 나르보넨시스

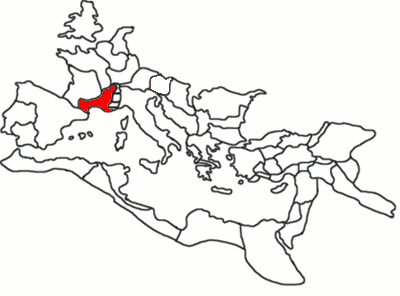
기원후 120년 갈리아 나르보넨시스

갈리아 나르보넨시스(라틴어: Gallia Narbonensis)는 현 프랑스 남부 랑그도크루시용 일대에 있던 로마 제국의 속주이다. 기원전 121년에 갈리아 트란살피나라는 이름으로 속주가 되었으며, 흔히 '프로빈키아 노스트라'("우리 속주")내지 '프로빈키아'("속주")라고 불렸는데, 여기에서 현재의 프로방스라는 이름이 유래했다.
갈리아 나르보넨시스라는 이름은 기원전 118년에 세워진 로마 식민지 나르보 마르티우스(현재의 나르본)에서 유래했다.
이탈리아와 바로 경계를 마주하고 있는 이 속주의 영유는 이탈리아와 이베리아반도간의 육상 교통로, 갈리아 부족들의 공격에 대한 완충지, 론강을 통한 갈리아와 마살리아(현대 마르세유)간의 교역로 확보 등의 이유로 고대 로마에서 전략적으로 중요한 지역이었다.
갈리아 나르보넨시스와 아퀴타니아를 합친 지역은 현재의 오시타니아와 거의 일치하며, 현재 오크어가 사용되고 있다.